# Wo Preußens Grenadiere schliefen
Wo Preußens Grenadiere schliefen ist ein Dokumentarfilm des Fernsehens der DDR von Sabine Grote und Klaus Ehrlich aus dem Jahr 1985.

## Handlung
Die Kamera zeigt das rege Leben in der Potsdamer Klement-Gottwald-Straße, einem Boulevard, dessen Umwandlung in eine Fußgängerzone erst 1979 abgeschlossen wurde. Doch ein Blick in eine der Seitenstraßen zeigt ein anderes Potsdam. Hier befinden sich viele kleine Betriebe und die Häuser sind noch nicht rekonstruiert. Gebaut wurden sie vor etwa 250 Jahren, als noch der Soldatenkönig regierte. So sehen die Häuser auch heute aus, was soll aus ihnen werden? Doch das ist beschlossen, denn in der Zentralen Denkmalliste der DDR sind sie bereits aufgeführt. Es ist ein Stück Wohnungsbauprogramm der besonderen Art.
Um die weitere Vorgehensweise näher zu erfahren, treffen sich die Filmemacher mit dem Komplexarchitekten Horst Görr und dem Denkmalpfleger Dr. Günter Köpping, die beide dem Team angehörten, welches bereits an der Rekonstruktion der Klement-Gottwald-Straße mitgewirkt hat und dafür den Architekturpreis der Deutschen Demokratischen Republik erhielt. In den Antworten erfährt der Zuschauer, dass auch die Nebenstraßen so aussehen sollen, wie die bereits fertiggestellte Hauptstraße. Dazu gehören auch die Zweigeschossigkeit der Häuser und die Freundlichkeit der Geschäfte. Vor allen Dingen ist die Substanz der Bauten mit den Mitteln des Wohnungsbaus zu erhalten und zu sichern, damit sich der Verfall nicht weiter fortsetzten kann.
Mit einem kleinen Rückblick geht es in die Geschichte dieses Viertels: Der Soldatenkönig ließ zu seiner Zeit die zweite Neustadt Potsdams in aller Eile auf einem sumpfigen Gelände entstehen. Er benötigte dringend Wohnraum für seine Soldaten und die Handwerker, die zu deren Versorgung erforderlich waren. Die Aufgabe war, möglichst billig und schnell zu bauen. Da es sich bei dem Gelände um bisher unbebautes Land handelte, hatten die Baumeister den Vorteil, eine sogenannte Idealstadtkonzeption zu verwirklichen. Es gab insgesamt nur fünf verschiedene Häusertypen, die immer wiederkehrten und trotzdem ergab das ein schön aussehendes Gesamtbild. Nun steht die Frage, ob es in Zukunft wieder genau so aussehen soll, wie in der Mitte des 18. Jahrhunderts. Der Plan ist, nicht nur den Zustand von 1740 wieder herzustellen, sondern auch Änderungen der anderen zwei Jahrhunderte mit zu berücksichtigen. Auf jeden Fall ist der größte Teil der Häuser zu erhalten, obwohl in seltenen Fällen auch einmal ein Neubau mit altem Aussehen sich dazwischen befinden kann. Die bereits fertiggestellten Häuser in der Gutenbergstraße gefallen auch den früheren Bewohnern, die nach der Rekonstruktion nun, nach etwa einem Jahr, wieder zurückkehren können.
In der zweiten Potsdamer Neustadt gibt es aber auch noch das Holländische Viertel, welches in Europa mit seinen Bauten eine Einmaligkeit außerhalb Hollands darstellt. Die beiden bereits bekannten Gesprächspartner erklären, dass auf Grund eines Ratsbeschlusses der Stadt Potsdam, das gesamte Viertel rekonstruiert werden soll, jedoch wird es hier keine Ersatzbauten geben. Norbert Blumert, Mitarbeiter des Potsdamer Büros für Denkmalspflege, hat seine Diplomarbeit über barocke Typenbauweise geschrieben. Für jedes einzelne holländische Haus erarbeitet er jetzt eine denkmalspflegerische Zielstellung. Die Wiederherstellung der originalen Fassaden ist dabei eine der schwierigsten Aufgaben. Aber auch der Innenausbau verlangt große Herausforderungen, denn vor Jahrhunderten gab es noch keine Innentoiletten, Bäder und auch an die Küchen werden heute andere Anforderungen gestellt. Ursprünglich wollte der Soldatenkönig mit dem Bau des holländischen Viertels viele holländische Handwerker zur Versorgung der Soldaten nach Potsdam locken, was aber nicht funktionierte. Die nicht bezogenen Häuser übertrug der König an seine geliebten Langen Kerls, damit diese sich eine Frau suchten und sich vermehren. Unabhängig davon, mussten in jedem Haus des Viertels vier Soldaten untergebracht werden. 
Die ersten rekonstruierten Häuser wurden bereits vor vier Jahren als eine Art Versuchsbauten fertiggestellt und bezogen. Zum Abschluss hat das Filmteam die Möglichkeit, sich noch einige dieser Wohnungen anzusehen und kann sich auch mit Mietern über das Wohnen in einem Denkmal unterhalten. Das ganze Projekt soll bis 1992, dem 1000-jährigen Jubiläum der Stadt Potsdam, abgeschlossen sein.

## Produktion und Veröffentlichung
Wo Preußens Grenadiere schliefen wurde auf ORWO-Color vom Fernsehen der DDR gedreht. Ein Termin für die Erstausstrahlung durch das Fernsehen der DDR ist nicht nachzuvollziehen, da der Film mit Sicherheit als Reportage in eine anderslautende Sendung eingebunden war. Die erste nachweisbare Aufführung auf einer großen Leinwand erfolgte am 12. Februar 2023 für das Projekt „Stadtwende“ im Filmmuseum Potsdam.